# 瀧井亜里沙
瀧井 亜里沙（たきい ありさ、女性、1988年6月15日 - ）は大阪府出身のバスケットボール選手である。ポジションはフォワード。

## 人物
小学生でミニバスケを始め、豊中市立第四中学、園田学園高校経て、大阪体育大学に進学し、1年次にインカレ優勝を経験。
卒業後の2011年、アイシンAWに加入。
アイシンAW退団後、3x3チームBEEFMAN.EXEに所属

## 経歴
- 園田学園高 - 大阪体育大 - アイシン（2011年〜2018年）